# Place Louis-Bernier
La place Louis-Bernier est une voie du 17e arrondissement de Paris, en France.

## Situation et accès
La place Louis-Bernier est une voie privée située dans le 17e arrondissement de Paris. Elle débute au 8, rue Stéphane-Grappelli et se termine au 25, rue Albert-Roussel.

## Origine du nom

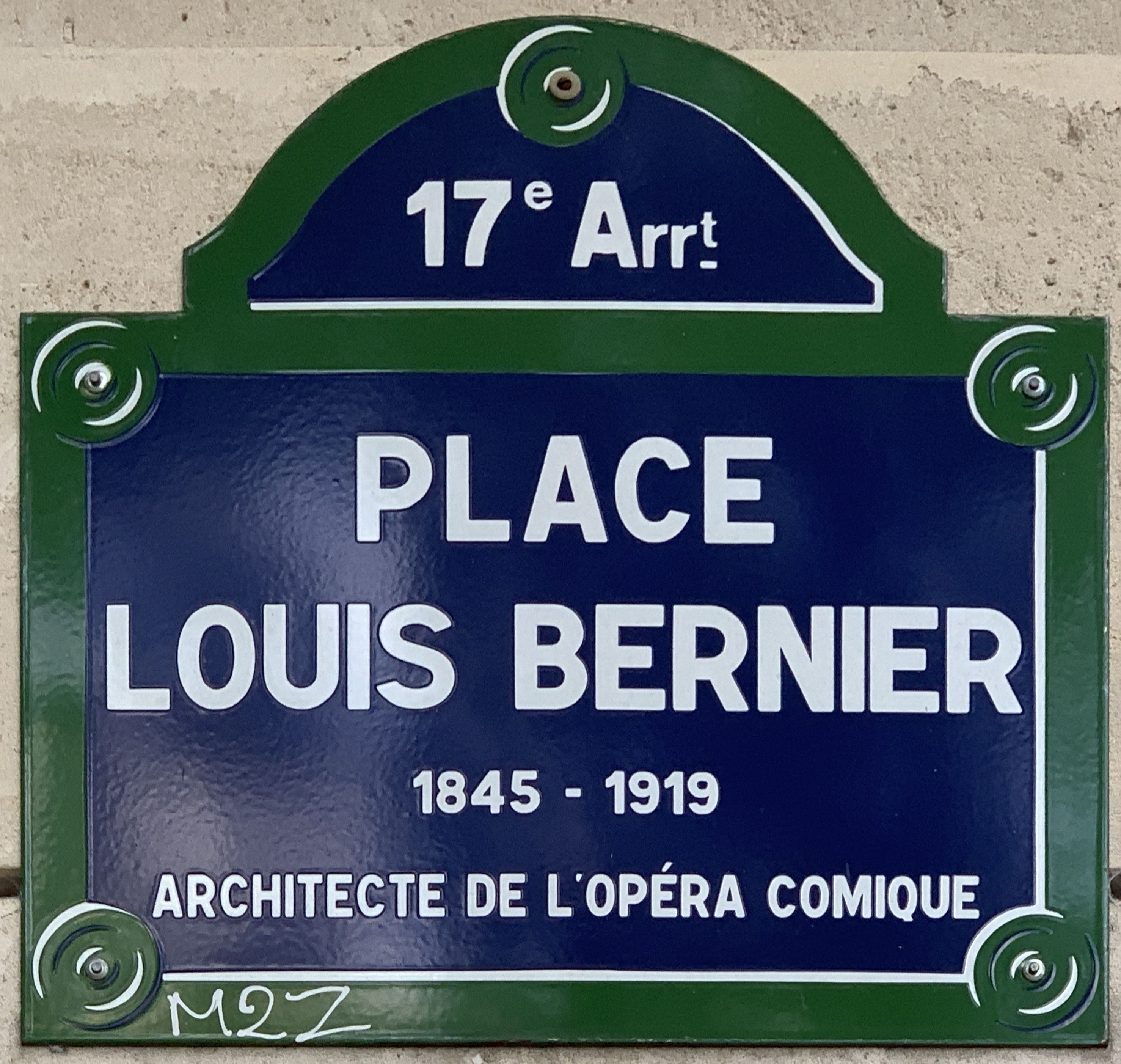
Plaque de la place.

Elle porte le nom de l'architecte français Stanislas Louis Bernier (1845-1919).

## Historique
La place est créée dans le cadre de l'aménagement de la ZAC Porte d'Asnières sous le nom provisoire de « voie BU/17 » et prend sa dénomination actuelle le 20 janvier 2003. 